# Худабандіно
Худаба́ндіно (рос. Худабандино, башк. Хозәйбәндә) — присілок у складі Зіанчуринського району Башкортостану, Росія. Входить до складу Суренської сільської ради.
Населення — 112 осіб (2010; 105 в 2002).
Національний склад:
- башкири — 87%